# オト リバーサイドテラス
オト リバーサイドテラス（OTO RIVERSIDE TERRACE）は、愛知県岡崎市上明大寺町2丁目に立地する複合商業施設である。岡崎市の中心駅である名鉄名古屋本線 東岡崎駅の北東に位置し、ペデストリアンデッキにより駅に直結する。

## 概要
施設は、北店舗棟、南店舗棟、ホテル棟、駐車場棟で構成される。北店舗棟・駐車棟は地上5階建て、南店舗棟は地上3階建て、ホテル棟は地上9階建てである。
本商業施設のコンセプトは、「岡崎の文化を継承し発展させる拠点-新世紀、岡崎の櫓」である。本施設は駅近という立地から、地域住民にとっての日常と来街者にとっての非日常の魅力を合わせ持った場所である。この立地特性による利用者層の幅広さを活かしながら、日常と非日常の効率的な融合を図っていくことを目指している。
商業施設名に採用された「オト」は、目の前を流れる乙川の「オト（乙）」とジャズのまち岡崎に響く楽器の音「オト（音）」を掛け合わせた言葉である。
建物と乙川の間には「明代橋公園」が新たに整備された。

## 沿革
岡崎市が進める「北東街区有効活用事業」の一環として建設された。整備事業者はスターツコーポレーションなど5社から成る東岡崎駅北東街区複合施設株式会社。土地は岡崎市と民間が所有しており、土地所有者と同社との間で事業用定期借地権が設定されている。2019年（令和元年）6月に駐輪場、8月に原付駐輪場と駐車場が供用開始した。収容台数は自転車が1400台、自動車は198台である。9月8日にホテルが開業した。10月初旬にショップやレストランが順次開業。11月2日にオープンを祝う式典が開かれた。2020年（令和2年）6月にうなぎの兼光が入り、全店オープンした。
2023年5月27日、28日、「全日本わんこそば選手権」（1986年から盛岡市で行われているわんこそばの競技大会）がオト リバーサイドテラスで開催された。そばは盛岡市の老舗「そば処 東家」から提供され、2日間で3人一組の計24チームが参加した。盛岡県名古屋事務所が主催する同県の物産展も同時に開かれた。

## ギャラリー
- ペデストリアンデッキとオト リバーサイドテラス
- ペデストリアンデッキ・徳川家康像からホテル棟を望む
- 乙川右岸から望む
- 北店舗棟と駐車場棟
- ホテル棟と駐車場棟
- 銀座に志かわ岡崎店
- ライトカフェ リバーサイドガーデン
- 原付駐輪場
- 2019年（令和元年）11月2日、東岡崎駅との間のペデストリアンデッキも開通した。
- ウクライナの国旗と同じ色でライトアップされた明代橋[12]とオト リバーサイドテラス

## 主な店舗

### ホテル棟
- グランドイン東岡崎[13]
- フラワーショップ HANATOKU River side
- からだラボ整体院 ダフネ

### 北店舗棟
- エステティックTBC岡崎店
- イタリアンキッチンDICO × 田中果実店 フルウツ ト トモダチ
- うなぎの兼光（2020年（令和2年）6月13日オープン）
- こだわりとんかつ壱番屋
- Light Cafe東岡崎店
- イタリアン CONNESSO - okazaki -
- ピタットハウス東岡崎店[14]
- OTO CLUB
- ダイニングバー Mellows

### 南店舗棟
- タイムズカー東岡崎駅前店（2020年（令和2年）10月31日閉店）
- 銀座に志かわ岡崎店[15]
- めいてつ保育ステーション 東岡崎ぽっぽ園
- ローソン東岡崎駅前店
- ホットヨガスタジオLET'S岡崎店
- エニタイムフィットネス東岡崎店

## アクセス
- 名鉄名古屋本線 東岡崎駅東口下車、徒歩で約3分。
- JR東海道本線 岡崎駅から名鉄バス・岡崎警察署前経由名鉄東岡崎駅行、奥殿陣屋行きなどに乗車、乗車時間は約15分。